# Archail
 Archail  es una población y comuna francesa, situada en la región de Provenza-Alpes-Costa Azul, departamento de Alpes de Alta Provenza, en el distrito de Digne-les-Bains y cantón de La Javie.

## Demografía
| 18 | 18 | 11 | 10 | 6 | 7 |
| Para los censos de 1962 a 1999 la población legal corresponde a la población sin duplicidades (Fuente: INSEE [Consultar]) |    |    |    |   |   |

Es la comuna menos poblada del departamento.